# Seven Sisters Provincial Park
Der Seven Sisters Provincial Park ist ein Naturschutzgebiet in der kanadischen Provinz British Columbia, das einen Teil der Interior Mountains zwischen Hazelton sowie Terrace schützt und sich aus dem „Seven Sisters Provincial Park“ sowie der zweiteiligen „Seven Sisters Protected Area“ zusammensetzt.

## Anlage
Das gesamte Schutzgebiet liegt südöstlich des hier von Südwest nach Nordost verlaufenden British Columbia Highway 16, der nördlichen Route des Trans-Canada Highways, wobei die beiden Teile der „Protected Area“ unmittelbar am Highway liegen und der „Provincial Park“ südöstlich dieser beiden Teile. Die beiden Gebiete liegt in der Howson Range.

### Provincial Park
Der Provincial Park gehört zu einer Gruppe von 29 Provincial Parks in British Columbia die zusammen am 29. Juni 2000 ihren Schutzstatus erhielten.
Bei dem Park handelt es sich um ein Schutzgebiet der Kategorie II (Nationalpark) mit einer Fläche von etwa 27.200 Hektar. Zu den Bergen im Provincial Park gehören unter anderem die Gipfel des Seven Sisters Peaks und der Orion Peak.
Der Provincial Park ist nicht durch Straßen erschlossen und gilt deshalb als Back Country Park.

### Protected Area
Die „Protected Area“ erhielt erst am 25. Januar 2001 ihren Schutzstatus.
Bei dem Schutzgebiet handelt es sich ebenfalls um ein Schutzgebiet der Kategorie II (Nationalpark). Es hat eine Gesamtfläche von etwa 12.006 Hektar. Das Schutzgebiet grenzt an mehreren Stellen an den Skeena River.